# Rabdion
Rabdion – rodzaj węży z podrodziny Calamariinae w rodzinie połozowatych (Colubridae).

## Zasięg występowania
Rodzaj obejmuje gatunki występujące endemicznie w Indonezji.

## Systematyka

### Etymologia
- Rabdion: gr. ῥαβδιον rhabdion „gałązka”, zdrobnienie od ῥαβδος rhabdos „kij, laska”[5].
- Rhabdophidium: gr. ῥαβδος rhabdos „kij, laska”[5]; οφιδιον ophidion „mały wąż”, zdrobnienie od οφις ophis, οφεως opheōs „wąż”[6]. Gatunek typowy: Rabdion forsteni A.M.C. Duméril, Bibron & A.H.A. Duméril, 1854.

### Podział systematyczny
Do rodzaju należą następujące gatunki: 
- Rabdion forsteni
- Rabdion grovesi